# Notodden
Notodden je grad i upravno središte istoimene općine Notodden kommune u norveškom okrugu Telemark, 120 km sjeverozapadno od Osla. Grad se nalazi na obali jezera Heddalsvatnet i obali rijeke Tinn koja se ulijeva u jezero. 

## Povijest
Grad je nazvan po farmi na ušću rijeke Tinn u Heddalsvatnet, a koja je opet ime dobila po riječima not (ribolov mrežom iz ruke) i sufiksa odde, što znači „klisura”.
Grad se odvojio od općine Heddal 1913. god., a u siječnju 1964. je osnovano općinsko vijeće Notoddena od seoskih općina Heddala i Gransherada. 
Grad je osnovan između 1905. i 1916. godine, kada je tvrtka Norsk Hydro tamo započela proizvodnju salitre (gnojiva). Notodden je odabran zbogjedne od prvih hidroelektrana u Norveškoj koja je osnovana krajem 19. stoljeća na Tinnfoss slapu na rijeci Tinn. Zbog toga grad na svom grbu iz 1939. god. ima srebrnu rijeku s četiri munje.

## Znamenitosti
Najveća norveška tradicijska drvena crkva (stavkirke), Heddal stavkirke iz 13. stoljeća, obnovljena polovicom 19. st, se nalazi 7 km od središta grada.
Sam Eyde je ovdje osnovao tvrtku Norsk Hydro za proizvodnju salitre (gnojiva). Industrijski grad Notodden je primjer smještaja radnika i društvenih institucija povezanih željeznicom i trajektom do luke gdje se ukrcavalo gnojivo. Notodden pokazuje izuzetnu kombinaciju industrijskih građevina povezanih s prirodnim krajolikom, kao primjer nove globalne industrije u ranom 20. stoljeću. Zbog toga je Notodden, zajedno s gradom Rjukanom, 2015. god. upisan na UNESCO-ov popis mjesta svjetske baštine u Europi
Zračna luka Notodden, Tuven se nalazi zapadno od centra grada. 
U gradu djeluje nogometni klub Notodden FK.
Notodden je poznat po godišnjem Notodden Blues Festivalu, koji se smatra jednim od najboljih blues festivala u Europi. Tu se također održava i poznati metal festival pod nazivom Motstøy Festivalen.

## Stanovništvo
Prema podacima o broju stanovnika iz 2014. godine u općini živi 3.323 stanovnika. Općina Notodden je najgušće naseljena općina u Aust-Telemarku.

### Poznati stanovnici
- Gunnar Sønsteby (1918. – 2012.), Vođa norveškog pokreta otpora tijekom njemačke okupacije Norveške 1940. – 1945.
- Claus Helberg (1919. – 2003.), sudionik u činu sabotaže u Vemorku 27. veljače 1943.
- Knut Haugland (1917. – 2009.) bio je norveški istraživač. Haugland je poznat kao sudionik „Kon-Tiki ekspedicije”, također sudionik u činu sabotaže 1943.
- Bernt Ivar Eidsvig (r. 1953.), augustinski kanonik i teolog, katolički svećenik i biskup od 2005. godine u Oslu
- Jorn Lande (r. 1968.), rock pjevač

## Vanjske poveznice
- Službene stranice općine

### Ostali projekti
|  | Zajednički poslužitelj ima još gradiva o temi Notodden |